# Herlev
Herlev – miasto w Danii, siedziba gminy Herlev. Około 27 023 mieszkańców. Ośrodek przemysłowy.
W mieście znajduje się stacja kolejowa Herlev.
W tym miejscu działa klub hokeja na lodzie Herlev Eagles.